# Os de Balaguer
Os de Balaguer est une commune de la province de Lérida, en Catalogne, en Espagne, de la comarque de Noguera.

## Économie
L'économie de la commune se base sur l'agriculture, avec en particulier, la culture des légumes, des céréales et des olives, ainsi que l'élevage animal.

## Personnalités
- Gaspar de Portolà (1716-1786), fondateur des villes américaines de San Diego et Monterey, et gouverneur des Californies.